# دالسیوفوش

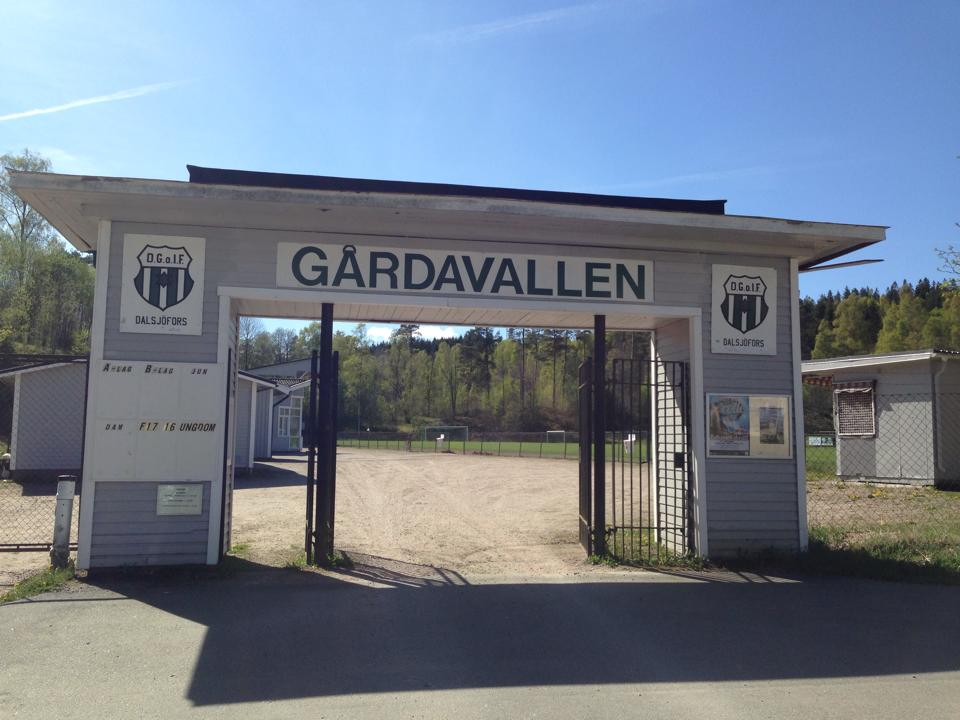
دالسیوفوش

دالسیوفوش (به سوئدی: Dalsjöfors) یک منطقهٔ مسکونی در سوئد است که در بخش بوروس واقع شده‌است. دالسیوفوش ۲٫۸۸ کیلومتر مربع مساحت و ۳٬۳۶۲ نفر جمعیت دارد.